# HAS1
하이알루론산  합성 효소 1(Hyaluronan Synthase 1, HAS1)은 인간에서 HAS1 유전자에 의해 암호화되는 효소이다.

## 구조
히알루론산은 세균에서 포유류에 이르기까지 다양한 유기체에 의해 합성되는 고분자의 비분 지형 다당류이며 세포외기질의 구성 요소이다. 베타-1-3 및 베타-1-4 글리코사이드 결합에 의해 연결된 글루쿠론산 및 N 아세틸 글루코사민 잔기가 교대로 구성된다. 히알루론산은 원형질막의 내부 표면에서 막 결합 합성 효소에 의해 합성되고 사슬은 ABC 수송체를 통해 세포외공간으로 나간다.

## 함수
공간 채우기, 관절 윤활, 세포가 이동할 수 있는 매트릭스 제공 등 다양한 기능을 제공한다. 히알루론산은 혈관 및 섬유아세포의 성장을 위한 프레임워크를 제공하기 위해 상처 치유 및 조직 복구 중에 활발하게 생성된다. 히아루론산의 혈청 농도의 변화는 류머티스 관절염과 같은 염증성 및 퇴행성 관절병증과 관련이 있다. HAS1은 추정 히알루론산 합성 효소를 암호화하는 척추 동물 유전자 패밀리의 일원이며, 그 아미노산 서열은 화농성연쇄상구균의 hasA 유전자 산물, 아프리카발톱개구리의 글리코사미노글리칸 합성 효소(DG42) 및 최근에 기술된 뮤린 히알루론산 합성 효소와 상당한 상동성을 나타낸다.